# Лиевский, Кшиштоф
Кшиштоф Лиевский (пол. Krzysztof Lijewski; род. 7 июля 1983, Острув-Велькопольски) — польский гандболист; тренер. Известен по выступлениям за клуб «Виве Кельце» и сборную Польши.

## Карьера

### Клубная
Кшиштоф Лиевский начинал профессиональную карьеру в польском клубе «Острувия». В 2002 году перешёл в клуб «Шлёнск». В 2005 году перешёл в «Гамбург». В 2011 году помог клубу выиграть первый титул чемпионата Германии. В 2011 году перешёл в «Рейн-Неккар Лёвен». В 2012 году перешёл в польский клуб «Виве Тарге Кельце», выиграл чемпионат Польши 4 раза и выиграл в 2016 году лигу чемпионов ЕГФ.

### Сборная
Кшиштоф Лиевский выступал за сборную Польши в 2003—2017 годах, сыграл 157 матчей и забил 370 голов.

## Достижения
- Чемпион Европы среди молодёжи (2002).
- Серебряный (2007) и бронзовый (2009, 2015) призёр чемпионатов мира.
- Чемпионат Германии (2010/11).
- 2-кратный обладатель Кубка Германии (2005/06, 2009/10).
- 3-кратный обладатель Суперкубка Германии (2006, 2009, 2010).
- Обладатель Кубка кубков (2006/07).
- 8-кратный чемпион Польши (2012/13—2019/20).
- 7-кратный обладатель Кубка Польши (2012/13—2018/19).
- Победитель Лиги чемпионов (2015/16), бронзовый призёр Лиги чемпионов (2012/13, 2014/15).

## Статистика
| Сезон   | Клуб              | Лига       | Матчи | Голы   | Голы   | Голы  |
| Сезон   | Клуб              | Лига       | Матчи | С игры | 7-метр | Всего |
| ------- | ----------------- | ---------- | ----- | ------ | ------ | ----- |
| 2011-12 | Райн-Неккар Лёвен | Бундеслига | 28    | 122    | 0      | 122   |

## Государственные награды
- Золотой Крест Заслуги (5 февраля 2007) — за выдающиеся спортивные достижения[1].
- Кавалерский крест ордена Возрождения Польши (12 февраля 2015) — за выдающиеся спортивные достижения и продвижение Польши в мире[2].